# Rafflesia leonardii
Rafflesia leonardi là một loài thực vật có hoa trong họ Rafflesiaceae. Loài này được Barcelona & Pelser mô tả khoa học đầu tiên năm 2008.